# Дом купца Чуркина (Кременчуг)
Дом купца Чуркина — один из немногих сохранившихся дореволюционных особняков города Кременчуг (Полтавская область, Украина). Включен в перечень памятников архитектуры города.

## Описание

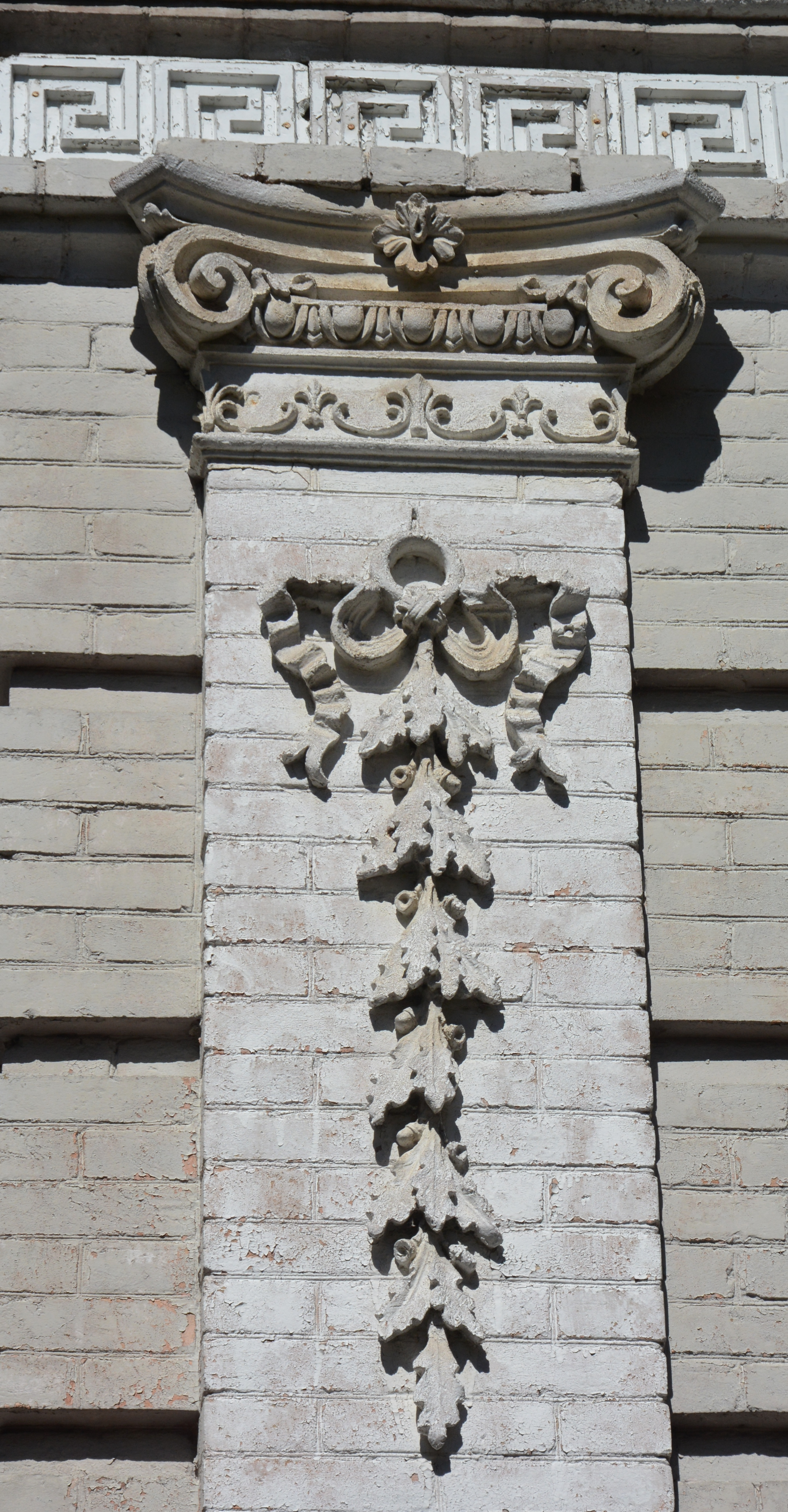
Элемент архитектурного оформления особняка

Особняк купца Чуркина расположен в правобережной части города, Крюкове, на улице Ивана Приходько. Напротив расположен дом купца Алисова. Согласно описанию, данному краеведом и искусствоведом Лушаковой А. Н., дом Чуркина соединяет в себе элементы древнерусского зодчества, рококо, ампира и модерна.

## История
Григорий Еремеевич Чуркин, кременчугский политический деятель, купец 1-й гильдии и меценат, начал строительство собственного особняка на центральной улице Крюкова — Херсонской (ныне — улица Ивана Приходько). Особняк был достроен в 1902 году, уже после смерти его владельца. Строительство завершала супруга купца.

После революции здание было передано для общественных нужд: в нём разместился клуб и кинотеатр «Одеон» (дореволюционный крюковский кинотеатр «Корсо» был переделан под театр и позже сгорел). Корреспондент из Крюкова писал в газете «Театр и музыка» в 1922 году:
В нашем маленьком городке хорошо работает одно кино, в котором сосредоточивается наша культурная жизнь. Это кино под названием „Одеон" вообще охотно посещается публикой. Ленты к нам привозятся из Кременчуга. И все, что идет в Кременчуге, идет, конечно, и у нас. Мы вполне довольны нашим кино и любим его, потому что благодаря кино является какое-то разнообразие в скучной и однотонной захолустнопровинциальной жизни

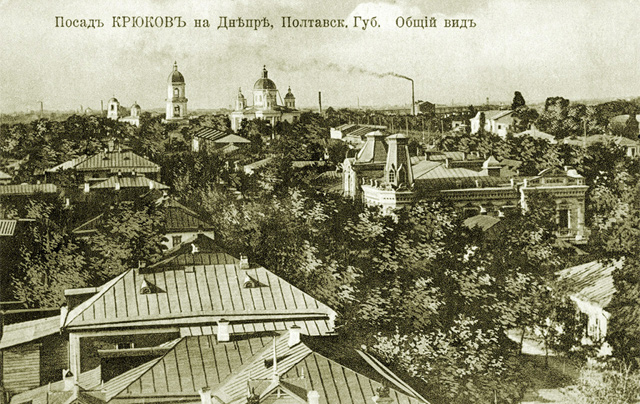
Особняк Чуркина на открытке начала XX века

Позже в здании размещался районный совет, вплоть до ликвидации Крюковского района в составе Кременчугского городского совета в 1959 году.
В 1964 году в бывшем особняке разместилось новое культурно-просветительское учреждение — Дом техники Полтавского областного совета научно-технического творчества. В 1988 году заведение было переименовано в Дом науки и техники Полтавского областного правления Союза научных и инженерных обществ СССР. Ежегодно проводилось более 300 мероприятий (семинаров, лекций и др.), была представлена библиотека технической литературы.
Позже в здании размещались различные банковские учреждения. По состоянию на 2017 год, особняк находился в заброшенном состоянии, существовали планы по исключению его из перечня памятников архитектуры города.
В 2018 году дом бесплатно был передан банком «Аваль» в собственность города. А в июне 2018 директор Кременчугской городской художественной галереи Оксана Бойко и группа кременчугских художников выступили с предложением разместить в доме купца Чуркина художественный музей.